# Carlo Bo
Carlo Bo (ur. 25 stycznia 1911 w Sestri Levante, zm. 21 lipca 2001 w Genui) – włoski poeta, krytyk literacki i nauczyciel akademicki, wieloletni rektor Uniwersytetu w Urbino, senator dożywotni.

## Życiorys
Absolwent Uniwersytetu Florenckiego. Pierwszą książkę wydał w 1935. Uzyskał rozgłos w środowisku kulturalnym dzięki esejowi Letteratura come vita opublikowanemu w katolickim czasopiśmie „Il Frontespizio”. Od 1939 zawodowo związany z Uniwersytetem w Urbino, gdzie objął katedrę literatury francuskiej. Od 1947 do 2001 zajmował stanowisko rektora tej uczelni. Przyczynił się do przekształcenia jej w jeden z najbardziej prestiżowych uniwersytetów we Włoszech. Jego zainteresowania naukowe obejmowały literaturę włoską, francuską i hiszpańską. Był długoletnim współpracownikiem działu kulturalnego „Corriere della Sera”.
18 lipca 1984 prezydent Sandro Pertini w uznaniu zasług literackich mianował go senatorem dożywotnim. Carlo Bo zasiadał w izbie wyższej włoskiego parlamentu do czasu swojej śmierci w okresie IX, X, XI, XII, XIII i XIV kadencji. Należał do frakcji senackiej Chrześcijańskiej Demokracji, następnie Włoskiej Partii Ludowej i Margherity.
Odznaczony Orderem Zasługi Republiki Włoskiej klasy II (1960) i I (1966). W 2003 uniwersytet w Urbino został nazwany jego imieniem.

## Publikacje
- Jacques Rivière (1935)
- Otto studi (1939)
- Saggi di letteratura francese (1940)
- Carte spagnole (1941)
- Mallarmé (1945)
- L'eredità di Leopardi e altri saggi (1964)
- La religione di Serra (1967)
- Della letteratura (1987)